# ذكرى الكارثة والبطولة

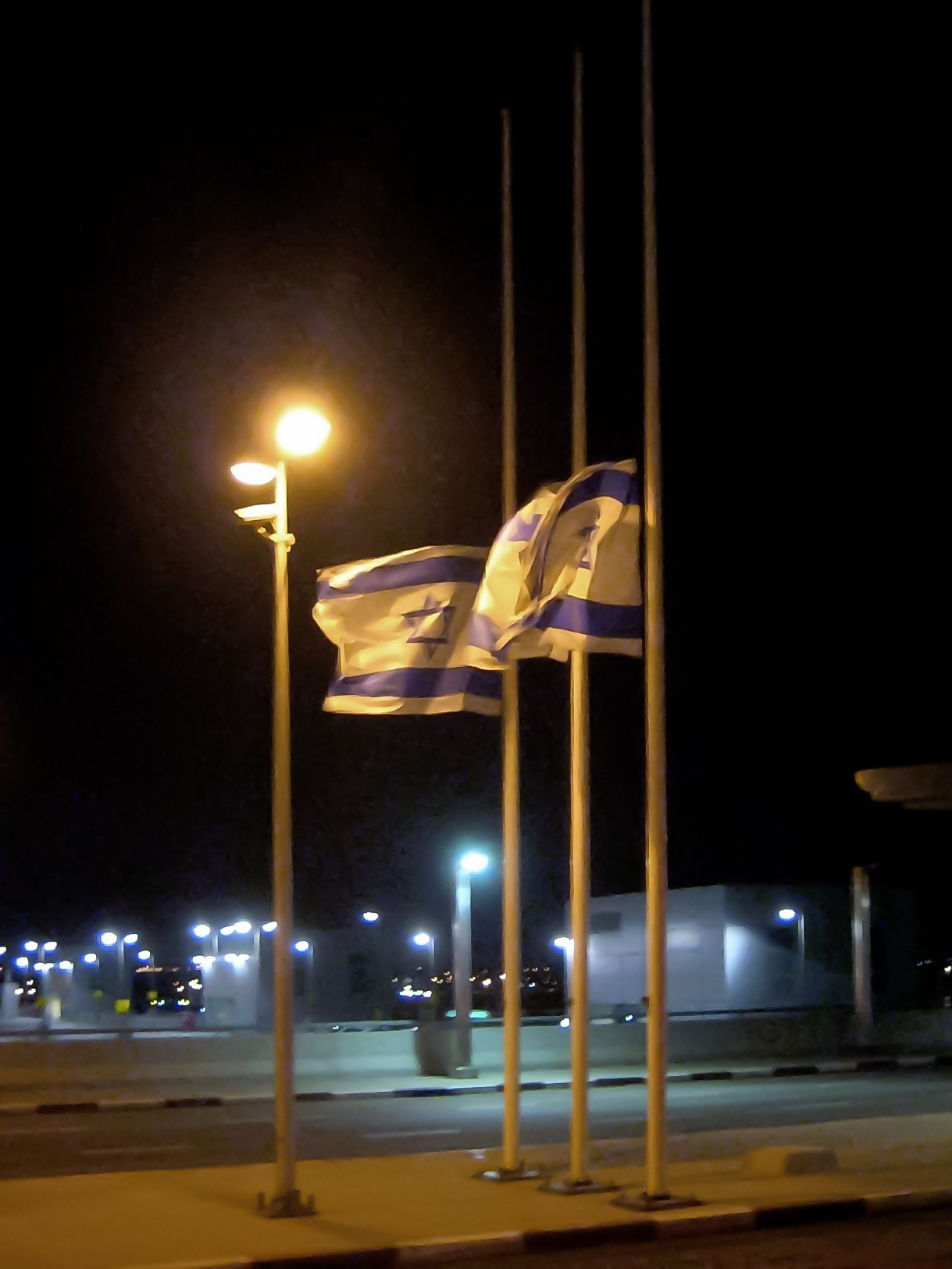
أعلام منكّسة عشية ذكرى الكارثة والبطولة في إسرائيل

ذكرى الكارثة والبطولة (بالعبرية: יום הזיכרון לשואה ולגבורה أو باختصار: יום השואה – يوم هشوآه) هي ذكرى يحيي الإسرائيليون وبعض اليهود في العالم فيها ذكرى المحرقة النازية وعمليات البطولة والتمرد التي قام اليهود بها تلك الأيام. وتصادف الذكرى السابع والعشرين من شهر نيسان العبري.

## تحديد الذكرى
حددت الكنيست ذكرى الكارثة والبطولة في «قانون ذكرى الكارثة والبطولة» عام 1959. قبل ذلك ابتداء من عام 1951 أحيت الكنيست الذكرى تحت الاسم «ذكرى الكارثة وتمرد الغيتوهات» ولكن في عام 1953 غيرت الاسم إلى الاسم الحالي.
أما موعد الذكرى فشمل الاقتراح الأصلي بتحديد هذه الذكرى الرابع عشر من نيسان العبري كالموعد الرسمي لأن هذا اليوم كان ذكرى بداية تمرد غيتو وارسو. ولكن الرابع عشر من نيسان العبري هو اليوم قبل عيد الفصح اليهودي. لذلك حُدد الموعد الحالي – ثمانية أيام قبل عيد الاستقلال الإسرائيلي.
إذا حل السابع والعشرين من نيسان العبري يوم الجمعة أو يوم السبت أُحيت الذكرى يوم الخميس الذي قبله وإذا حل يوم الأحد أُحيت الذكرى يوم الاثنين بعده من أجل الامتناع من خرق يوم السبت المقدس في اليهودية.

## إحياء الذكرى
تُفتتح ذكرى الكارثة والبطولة عشية اليوم بمراسم تنعقد في ياد فاشيم في القدس. وفي هذه المراسم يتم تنكيس علم الدولة إلى نصف الصارية ويلقي رئيس الدولة ورئيس الوزراء خطابين ويضيئ ناجون من الكارثة ست شعل رمزًا لستة الملايين من اليهود الذين أبيدوا في الكارثة ويقرأ الحخامباشيان صلوات على روح الضحايا.
وصباح الذكرى في الساعة العاشرة يتم إطلاق الصفارات لمدة دقيقتين خلالهما يكف الجمهور عن أعماله ويقف صامتًا وتقف الحركة في الطرق انقطاعًا لذكرى الضحايا.
وحسب القانون تُغلق هذا اليوم الملاهي والمطاعم والسينما وتبث قنوات التلفزيون ومحطات الإذاعة برامج مختصة وأغانيًا هادئة كما يتم تنكيس العلم على المباني العامة إلى نصف الصارية. كذلك تنعقد مراسيم في المدارس وقواعد الجيش الإسرائيلي والمؤسسات العامة والاجتماعية.